# Unternehmensleitbild

Bestandteile und Funktionen eines Leitbildes

Ein Leitbild ist eine schriftliche Erklärung einer Organisation über ihr Selbstverständnis und ihre Grundprinzipien, also eine Selbstbeschreibung. Es formuliert einen Zielzustand (realistisches Idealbild). Nach innen soll ein Leitbild Orientierung geben und somit handlungsleitend und motivierend für die Organisation als Ganzes sowie auf die einzelnen Mitglieder wirken. Nach außen (Öffentlichkeit, Kunden) soll es deutlich machen, wofür eine Organisation steht. Es ist eine Basis für die Corporate Identity einer Organisation. Ein Leitbild beschreibt die Mission und Vision einer Organisation sowie die angestrebte Organisationskultur. Es ist Teil des normativen Managements und bildet den Rahmen für Strategien, Ziele und operatives Handeln. Synonym zu Unternehmensleitbild werden teilweise auch die Begriffe Unternehmensphilosophie oder Geschäftsphilosophie verwendet.
Das Leitbild kann auch aus der theoretischen Diskussion über innovative Unternehmens-, Technologie- und Managementstrategien gewonnen werden. Ein Leitbild in diesem erweiterten Sinne ist nicht notwendig unternehmensspezifisch angepasst und muss auch nicht schriftlich fixiert sein, sondern kann für ganze Branchen, Industrien oder Cluster orientierend und handlungswirksam werden (z. B. Lean Management, Diversity Management). Im ungünstigen Fall wird die Übernahme und Anwendung eines solchen Leitbildes für ein einzelnes Unternehmen nicht hinreichend geprüft. Die unkritische Übernahme solcher unzureichend geprüften, schnell wechselnden Leitbilder ist eine Erscheinungsform von Management-Moden, die aufgrund des Überangebots konkurrierender, teils akademisch produzierter Leitbilder entstehen.

## Funktionen von Unternehmensleitbildern
Leitbilder sind symbolische Konstruktionen sozialer Wirklichkeit. Sie schreiben bestimmte Formen der Gestaltung der Arbeits- und Sozialbeziehungen und des Technikeinsatzes fest, durch die die wahrgenommenen Unternehmensprobleme in eine bearbeitbare Form überführt werden. Sie sind stets selektiv, da sie nur bestimmte Ausschnitte der organisatorischen Realität fokussieren und andere ausblenden.
Ihre zentralen Funktionen sind die Legitimation von Gestaltungsentscheidungen und die Orientierung der Mitarbeiter. Oft wird gefordert, dass das Leitbild aus einer realitätsnahen zukunftsorientierten Vision abgeleitet werden soll: Seine Entwicklung bildet den letzten Schritt bei der Beantwortung der folgenden Fragen: „Wofür stehen wir als Gemeinschaft?“ (Vision), „Was wollen wir gemeinsam erreichen?“ (Mission) und „Welche Werte und Prinzipien sollen unser Handeln leiten?“ (Leitbild).
Da das Leitbild immer attraktive Antworten auf diese Fragen gibt, ist mit ihm die Hoffnung auf eine positive Motivation der Mitarbeiter verknüpft. Eine Leitbildentwicklung oder ein Leitbildwechsel sollte idealerweise mit einer Selbstreflexion der Akteure, ihr Rollen und Handlungen verbunden sein.
Die zweite wichtige Funktion eines Leitbildes nach außen ist Legitimation und Öffentlichkeitsarbeit. Es soll Kapitalgebern, Kunden, Bürgern und Meinungsführern die Frage „Wofür steht diese Organisation?“, verknüpft mit einem positiven Imageeffekt, beantworten. Die Entwicklung von Leitbildern ist oft Ausgangspunkt oder Bestandteil von Veränderungsprozessen. Durch den Entwurf eines positiven Leitbildes soll ein Fundament für positive Veränderung und Weiterentwicklung der Organisation geschaffen werden.

## Kritik
Ob und in welchem Maß Leitbilder ihre Funktion erfüllen, ist in Theorie und Praxis umstritten. Die Kritik an einzelnen Leitbildern geht typischerweise in zwei Richtungen: Entweder werden die Inhalte des Leitbildes bzw. einzelne Bausteine abgelehnt oder aber das Leitbild als „Ansammlung von Allgemeinplätzen“ als nicht hinreichend orientierungsgebend kritisiert. Gelegentlich sind Leitbilder auch zu umfangreich, weil man nichts „Wichtiges vergessen wollte“, oder es handelt sich um Kompromisse mit schwer vereinbaren Vorstellungen.
Auch der Entstehungsprozess von Leitbildern wird oft kritisiert: Es ist wichtig, das Leitbild mit zentralen Akteuren im Unternehmen in einem gemeinsamen Prozess zu entwickeln und diesen nicht der Marketing- oder  Kommunikationsabteilung zu überlassen, ohne Mitarbeiter und Führungskräfte einzubeziehen. Aber auch wenn dies geschehe, könne sich nach der ersten Begeisterung Ernüchterung oder gar Zynismus einstellen. Ein unrealistisches Leitbild kann sich so als Ballast der Unternehmensentwicklung erweisen.
Grundsätzlich umstritten ist die Frage, ob die Entwicklung eines Leitbildes tatsächlich Ausgangspunkt von positiven Veränderungen in einer Organisation sein kann. In Leitbildern werde oft mit viel Aufwand ein Idealbild beschrieben, das wenig mit der Realität gemein hat und es wird keine Antwort darauf gegeben, wie dieses Idealbild zur Realität wird.
Horst Steinmann und Georg Schreyögg schreiben dazu:

„Nur selten haben allerdings diese Leitbilder etwas mit der tatsächlichen Unternehmenskultur zu tun; meist sind es mehr Wunschvorstellungen als Beschreibung der kulturellen Wirklichkeit.“

Dies steht im engen Zusammenhang zu der Tatsache, dass Unternehmensleitbilder und Visionen – die eine normative Grundorientierung darstellen – nicht nur herausgebildet werden, sondern auch auf die strategische und letztlich operative Ebene heruntergebrochen werden müssen. Unter anderem lässt sich hieran die Strategiefähigkeit von Unternehmen ableiten. Ein weiterer Kritikpunkt, den Reinhard Pfriem anführt, zielt auf die „organisationsintrovertierte“ Geschichte der Managementlehre ab. Er kritisiert, dass Unternehmensleitbilder, Unternehmenskulturen und letztlich auch die früheren Unternehmensphilosophien einseitig auf unternehmensinterne Verhältnisse gerichtet sind. Damit nehmen die Leitbilder keinen Bezug auf die marktlichen und gesellschaftlichen Umfelder.:

„Wenn es Unternehmen gelingt, ihre kulturelle Rolle gegenüber den gesellschaftlichen Umfeldern stärker als in der Vergangenheit wahrzunehmen, dann kommt es darauf an, diese Selbstwahrnehmungen und Selbstbeschreibungen auch extern zu kommunizieren, Unternehmensleitbilder inhaltlich in dieser Richtung umzugestalten. Nur darüber kann der Abgleich zwischen den Identitätsvorstellungen des Unternehmens und jenen der heterogenen Außenwelt einigermaßen gelingen.“

## Nachweise
1. ↑   Knut Bleicher: Leitbilder. Orientierungsrahmen für eine integrative Managementphilosophie. S. 274
2. ↑  Christoph Deutschmann: ‘Lean Production‘: der kulturelle Kontext. In: Hans-Joachim Braczyk, Gerd Schienstock (Hrsg.): Kurswechsel in der Industrie. Kohlhammer Verlag Stuttgart, Berlin, Köln 1996, S. 140 f.
3. ↑  Knut Bleicher: Das Konzept integriertes Management. Frankfurt, S. 115 ff.
4. ↑  Jörg Becker: Regionalmarketing – Leitbild, Marktstärke, Clustermanagement. BoD 2016. ISBN 978-3-7392-4695-6.
5. ↑  Horst Steinmann, Georg Schreyögg: Management. Grundlagen der Unternehmensführung Konzepte – Funktionen – Fallstudien. Gabler, Wiesbaden 2005, ISBN 978-3-409-63312-3.
6. 1 2  Reinhard Pfriem: Unternehmensstrategien. Ein kulturalistischer Zugang zum Strategischen Management. Metropolis, Marburg 2011, ISBN 978-3-89518-902-9, S. 303–305